# 第3次産業活動指数
第3次産業活動指数（だいさんじさんぎょうかつどうしすう、英語: Indices of Tertiary Industry Activity）とは、日本における第3次産業の活動を指数化し、産業全体としての動向がどのようになっているかを把握するための経済指標。作成・公表は経済産業省。

## 概要
第3次産業を総合してとらえる指標としてはもっとも速報性が高く、注目されている。他の統計を加工して作成する二次統計。
当初は指数に採用している業種数が少なく「値が歪んでいるのでは」という指摘もあったが、平成12年基準に基準改定を行った際に採用業種を増加、より多くの業種の動きを反映させるようにしている。

## 作成方法
中央官庁や業界団体の作成した統計を基に、基準年の平均値を100として月々の指数を作成している。指数を作成する際の算式はラスパイレス算式。基礎として使用している統計は、特定サービス産業動態統計、家計調査、毎月勤労統計など。金額系列については、消費者物価指数で実質化を行っている。